# Кикнадзе, Нана Нугзаровна
На́на Нугза́ровна Кикна́дзе (род. 4 октября 1968, Тбилиси) — грузинская актриса театра и кино, кинопродюсер, модель, телеведущая и журналистка.

## Биография
Родилась 4 октября 1968 года в городе Тбилиси, Грузия.
Отец — профессор Тбилисской государственной консерватории, первая флейта Грузии. Мать — врач, биолог.
Училась в тбилисской средней школе, в музыкальной экспериментальной десятилетке при консерватории (класс вокала). Танцевала в ансамбле грузинского народного танца. Окончив школу с серебряной медалью, поступила в Тбилисский государственный университет (факультет международных отношений, факультет журналистики).
Играла в русском Молодёжном Драматическом театре. Участвовала в показах мод. Снималась в кино. Была ведущей музыкальных программ на грузинском телевидении. Публиковалась в СМИ.
После окончания ТГУ продолжила учёбу в США — в Телевизионной Академии в Нью-Йорке, штат Нью-Йорк.
Работала корреспондентом:
- на телеканале в Нью-Джерси (штат Нью-Джерси);
- в передаче Александра Гордона «Нью-Йорк, Нью-Йорк…»;
- в программе «Частный случай» на канале ТВ-6.

Была ведущей и соавтором программы «Собрание заблуждений» (ОРТ).
В настоящее время живёт и работает в Москве и в Грузии. 
Имеет титулы «Мисс Тбилиси», «Мисс Университет».

## Личная жизнь
- Первый муж — Георгий Варламович Шадури, финансист, живёт и работает в Тбилиси, Грузия.
  - Дочь от первого брака — Ника, живёт с Наной.
- С телеведущим Александром Гордоном (род. 20 февраля 1964), состояла в отношениях семь лет.

## Профессиональная деятельность

### Работа в СМИ
- 1993—1993 Газета «Вечерний Тбилиси» — корреспондент
- 1993—1994 Газета «GT» (Тбилиси) — заместитель Главного редактора русскоязычного отдела
- 1994—1995 Пресс-служба грузинской винной биржи
- 1995—1996 Телекомпания «Тамариони» (Тбилиси) — ведущая музыкальной программы
- 1996—1997 ТВ-6, «Нью-Йорк, Нью-Йорк» — корреспондент
- 1998—1999 ТВ-6, «Частный случай» — корреспондент
- 1999—2001 ОРТ, «Собрание заблуждений» — ведущая программы, сценарист
- 2001-2001 НТВ, «Утро на НТВ» — ведущая программы
- 2011 ПИК (Первый Информационный Кавказский) — ведущая информационной программы «Вечерние новости»
- 2011 ПИК (Первый Информационный Кавказский) — автор и ведущая ток-шоу «Тектоник»

### Работа в кино
- 1992 «Действие пятое», х/ф, главная роль (Грузия) — Джульетта
- 1992 «Падший ангел», х/ф, главная роль (Грузия) — Анжела
- 1993 «Леонардо», х/ф, эпиз. роль (Грузия)
- 1993 «Блюз», х/ф, главная роль (Грузия) — Нанна
- 1993 «Возвращение», х/ф, главная роль (Грузия) — Цабу
- 1993 «Расследование», х/ф, эпиз. роль (Франция)
- 1994 «Элегия», х/ф, главная роль (Грузия) — Ани
- 1994 «Прозрение», х/ф, главная роль (Грузия-Франция) — Мака
- 1996 «Тени прошлого», х/ф, эпиз. роль (Грузия)
- 2004 «Марс», х/ф, главная роль (Россия) — Грета
- 2005 «Примадонна», телесериал, главная роль (Россия) — Жанна Мышкина-Арбатова
- 2007 «Подруга банкира», телесериал, главная роль (Россия) — Жанна Арбатова
- 2007 «Русалка», х/ф, эпиз. роль (Россия)
- 2007 «Морозов», телесериал, главная роль (Россия) — Маргарита Борева
- 2007 «Короли игры», телесериал, главная роль (Россия) — Виктория
- 2008 «Ставка на жизнь», телесериал, главная роль (Россия) — Инга Озерова
- 2008 «Химия чувств», х/ф, главная роль (Украина) — Наташа
- 2009 «Прощение», х/ф, главная роль (Украина) — Полина
- 2010 «Совсем другая жизнь», телесериал, главная роль (Украина) — Маргарита Чащина
- 2010 «Replay», короткий метр, главная роль (Россия) — Тамара
- 2012 «Прогулка в Карабах-3: Последняя прогулка», х/ф, эпиз. роль (Грузия)
- 2015 «Мина начинает тикать», х/ф, главная роль (Грузия) — Таня
- 2015 «Власик. Тень Сталина», телесериал, эпиз. роль (Россия) — Александра Накашидзе

## Комментарии
1. ↑  На некоторых сайтах указан 1972[3][4][5][6] или 1976 год рождения.